# Edward Weber von Webersfeld
Adalbert Eduard Friedrich Edler Weber von Webersfeld (ur.  we Lwowie w Galicji w 1812 – zm. w Wiedniu 6 listopada 1847) – austriacki nauczyciel tańca, kapelmistrz, muzyk w zespole Johanna Straussa (syna). Miał jedną żonę – Wilhelminę (Węgierkę, niem.: Theresie Karoline Wilhelmine, z domu Zerffi), cztery córki i syna (także Edwarda).
Do 1835 był nauczycielem tańca w węgierskiej leibgwardii, w latach 1835–1841 był kapelmistrzem w 1 garnizonie 1 Pułku Kirasierów hr. Carla von Palfisch, następnie krótko związany z Hoftheater w Wiedniu i do roku 1847 w zespole Straussa (syna), gdzie grał i prowadził bale m.in. w wiedeńskim kasynie "Cafe Dommayer" w Hietzingu i na paradach wojskowych 2 pułku Gwardii Obywatelskiej. Brał też udział w tournée Straussa, m.in. w: Grazu, Ungarisch-Altenburg, Pest-Ofen (obecnie Budapeszt).
„Kardyla Wilhelminy” (nazwanego tak od imienia Wilhelminy Weber von Webersfeld) op. 37 (z roku 1847) napisał Strauss dla upamiętnienia swojego muzyka – Webersfelda – zmarłego w tym samym roku.